# Swinger
Swinger (von englisch to swing, „schwingen, hin- und herbewegen“) ist eine im 20. Jahrhundert populär gewordene Bezeichnung für Menschen, die – im weitesten Sinne – ihre Sexualität unter Umständen mit verschiedenen Partnern ausleben oder zur Schau stellen. Swinger leben somit nicht in einer monogamen Partnerschaft, sondern haben (im gegenseitigen Einverständnis) sexuelle Kontakte mit anderen, unter Umständen fremden Personen. Als Treffpunkte haben sich Swingerclubs und Swingerpartys bzw. private Treffen etabliert – Orte, an denen die allgemein in der Gesellschaft verbreitete Sexualmoral keine große Bedeutung hat und an denen sich Gleichgesinnte begegnen, um Partnertausch und Gruppensex zu praktizieren oder mit dem eigenen Partner in Gesellschaft anderer den Geschlechtsakt auszuüben.

## Historisches
Zu nahezu allen Zeiten und in allen Kulturen existierte promiskuitives Sexualverhalten, d. h. Geschlechtsverkehr mit (häufig) wechselnden Partnern. Das Swingen ist jedoch abzugrenzen von anderen ähnlichen Formen wie z. B. der Vielehe als institutionelle bzw. gesellschaftlich anerkannte Form der Ehe oder der Polyamorie als tatsächliche Liebesbeziehung zwischen mehreren Personen. Swingen wird insbesondere durch die ausschließliche Fokussierung auf das sexuelle Erleben bzw. Erlebnis charakterisiert, ohne sich dabei persönlichen Beziehungen oder gesellschaftlichen Strukturen oder Normen zu unterwerfen. Insofern ist es als Form der zwischenmenschlichen Begegnung z. B. mit dem One-Night-Stand vergleichbar.
Swingen ist als Sexualverhalten schon immer präsent gewesen (sprichwörtlich sind z. B. die Orgien im Alten Rom oder die Konkubinen und Mätressen des Barock). Als etablierte und verbreitete gesamtgesellschaftliche Strömung (wenn auch unter speziellen Rahmenbedingungen siehe oben) entstand es erst in der Mitte des 20. Jahrhunderts in den USA, wie schon der gängige englische Begriff Swingen nahelegt. Terry Goulds The Lifestyle: A Look at the Erotic Rites of Swingers zufolge begann diese Bewegung in den USAAF, deren Piloten während des Zweiten Weltkrieges für den Todesfall einander versicherten, für die Ehefrauen der Kameraden zu sorgen, in jeglicher Hinsicht, was das Sexuelle offenbar einschloss. US-amerikanische Medien betitelten diese Praxis bald mit wife-swapping („Frauen-Tausch“) und übergaben diese Idee damit der Öffentlichkeit. In den 1960er Jahren gründete sich in Berkeley, Kalifornien die erste Organisation, die Sexual Freedom League. Bald darauf gründete sich die North American Swing Club Association (NASCA), ein Dachverband, der Informationen über das Swingen in den ganzen Vereinigten Staaten zusammenführte.
Bald darauf verbreitete sich das Swingen auch in anderen Ländern und fand insbesondere in der westlichen Welt eine Anhängerschaft.
In (West-)Deutschland begann sich das Swingen Ende der 1960er Jahre zu verbreiten. Die älteste noch erscheinende Zeitschrift für Swinger ist Happy Weekend. Sie erschien erstmals 1972. Auch in der DDR gab es Swinger. Diese stellten Kontakte über Annoncen in den Zeitschriften Das Magazin und Wochenpost her. Dort fanden sich Texte von „toleranten Paaren“, welche „gleichgesinnte Paare mit Interesse für FKK und Fotografie“ suchten. Insbesondere in den 1980er Jahren gab es vermehrt solche Anzeigen.

## Sexualverhalten
Die individuellen Vorlieben sind sehr weit gestreut und beinhalten jegliche sexuellen Praktiken, bei denen Dritte in beliebiger Form eingebunden werden können. Dabei kann es sich auch um exhibitionistische und voyeuristische Handlungen ohne Körperkontakt handeln („Sehen-Zeigen“, gegenseitiges Beobachten oder Fotografieren sexueller Handlungen).
Da Swingen nicht zu den derzeit allgemein gesellschaftlich akzeptierten Verhaltensweisen zählt, bewegt sich die Swingerszene hauptsächlich in dafür bestimmten Räumlichkeiten wie Clubs u. ä. Hier macht sich die Diskrepanz zwischen gesellschaftlichen Normen und den Swingern, die gemeinhin freie Liebe praktizieren und vertreten, besonders bemerkbar; wiewohl auch in dieser Beziehung die gesellschaftliche Akzeptanz (einschließlich homo- und bisexueller Praktiken) wächst und sich allmählich Moralvorstellungen verändern.

## Grundmotto
Das Grundmotto der Swingerszene lautet „Alles kann, nichts muss“. Damit ist gemeint, dass alle sexuellen Spielarten grundsätzlich möglich sind und toleriert werden, aber niemand zu etwas gedrängt oder gar gezwungen wird. Die meisten Swingerclubs berufen sich in ihren Websites und Hausregeln ausdrücklich auf dieses Motto, um den Gästen zu verdeutlichen, dass zwar ein vielschichtiger sexueller Kontakt mit anderen Personen möglich und erwünscht ist, ein Gast aber – anders als in einem Bordell – keinen Anspruch auf sexuelle Kontakte hat. So muss ein „Nein“ eines anderen Gastes, das dieser auch non-verbal durch entsprechende körperliche Abweisung ausdrücken kann, stets akzeptiert werden.

## Swingerszene

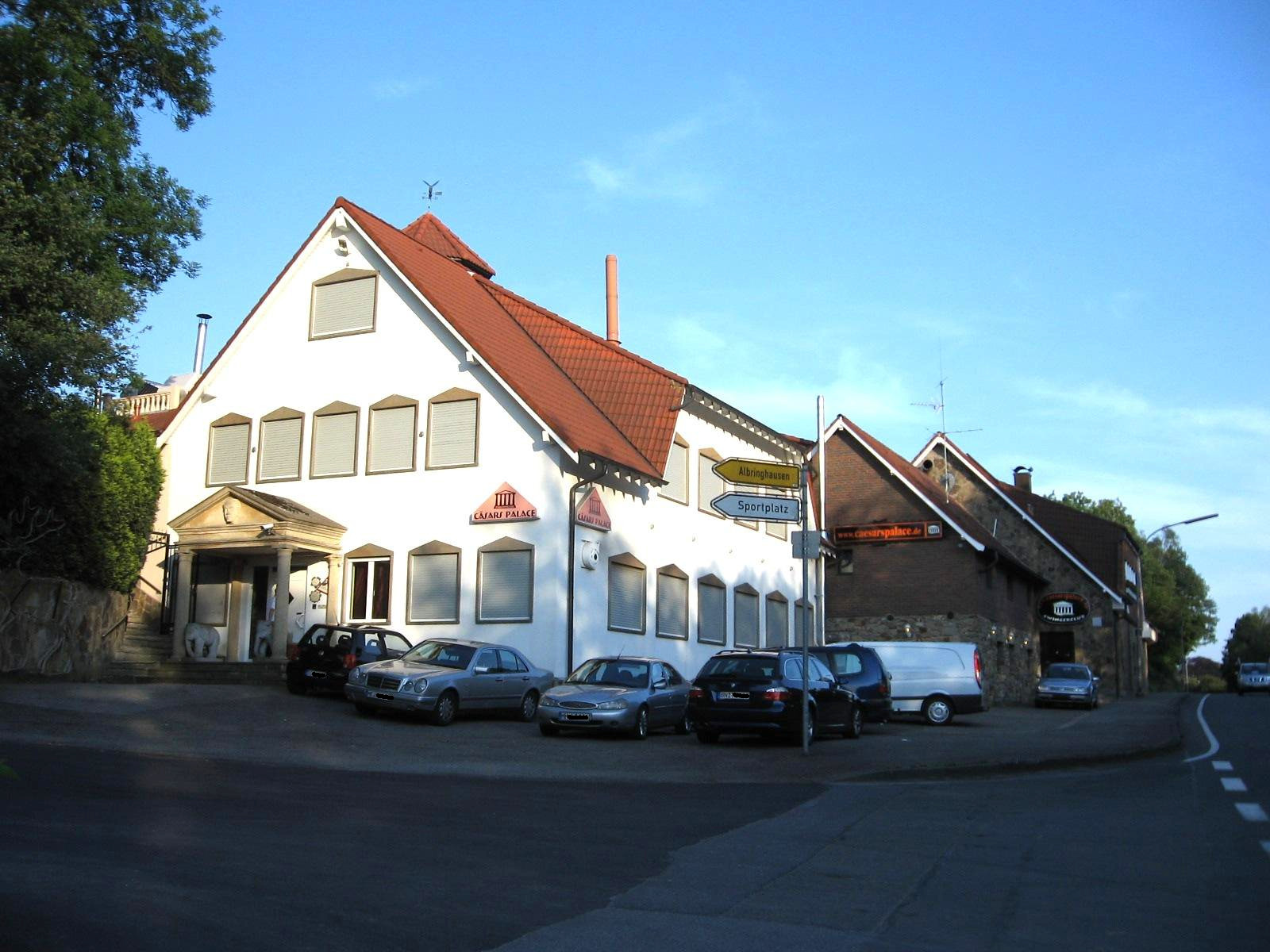
Swingerclub in Deutschland

Seit dem Beginn der 1990er Jahre hat sich in Europa und den Vereinigten Staaten und insbesondere in Deutschland die Swingerszene als eigene Subkultur herausgebildet. Diese Entwicklung verstärkte sich mit dem Aufkommen des Internets, da viele Internetforen und zahlreiche virtuelle Gemeinschaften einen sehr wichtigen Treffpunkt darstellen. Letztere dienen einerseits häufig dazu, Treffen für sexuelle Kontakte zu vereinbaren. Andererseits sind diese virtuellen Gemeinschaften aber auch manchmal Ausgangspunkt für Stammtische und Szenetreffen, bei denen Geselligkeit und Gemeinschaft mehr im Vordergrund stehen als sexuelle Kontakte.
Über das soziale Umfeld der Swinger kann man keine allgemeine Aussage treffen – in der Swingerszene findet man sowohl Arbeiter als auch Akademiker. Beim Swingen steht der sexuelle Kontakt mit anderen Partnern im Mittelpunkt, was die Szene deutlich von der sehr kleinen Gruppe polyamor lebender Menschen unterscheidet, in der die Entwicklung eines Lebensmodells mit mehreren Liebesbeziehungen versucht wird. In Teilen der Swingerszene sind hingegen über den sexuellen Kontakt hinausgehende Verbindungen oft nicht erwünscht. Die früher sehr starke Ablehnung von freundschaftlichen und engeren emotionalen Beziehungen weicht in jüngerer Zeit jedoch zunehmend auf, und es entstehen allmählich zunehmende Überschneidungen mit der polyamoren Subkultur. Als Sammelbegriff für beide Subkulturen ohne strikte Unterscheidung wird im englischen Sprachraum der Begriff responsible nonmonogamy verwendet.
Im Gegensatz zu anonymen Begegnungen im Swingerclub gewinnen mittlerweile auch zunehmend Treffen im privaten Umfeld an Bedeutung. Dies wird vermutlich durch das Internet begünstigt, da es die Kontaktaufnahme erheblich erleichtert. So entstehen oftmals freundschaftliche Beziehungen zwischen zwei (oder mehr) Paaren, die über das rein Sexuelle hinausgehen. In den Internetforen werden solche Kontaktwünsche oftmals mit der Formulierung „Freundschaft Plus“ verbunden.

## Motivation und Deutung
Aus sexualwissenschaftlicher Sicht entsteht in längeren Paarbeziehungen „das ‚Problem‘ abnehmender sexueller Aktivität und Zufriedenheit.“ Demgegenüber „könnte eine polygame Lebensform eine Alternative sein. Aus ethologischer, soziobiologischer Sicht und Bindungsforschung steht dem jedoch das Bedürfnis nach Bindung gegenüber.“ Swinger-Paare begegnen der Gefahr „abnehmender sexueller Aktivität und Zufriedenheit“ durch gemeinsame sexuelle Aktivitäten mit Dritten unter Aufrechterhaltung ihrer Paarbindung.
Während die Thematik „Swingen“ in der erotischen Trivialliteratur massenhaft verarbeitet wird, befasst sich die deutschsprachige wissenschaftliche Literatur offenbar nicht oder nur beiläufig mit ihr. Das passt ins Bild der Sexualwissenschaft, die derzeit als „Forschungswüste“ gilt.
Soweit das Thema Swinger in Schriften über praktische Ratschläge hinaus vertieft wird, wird apologetisch betont und zugleich behauptet, biologischen Erkenntnissen zufolge sei die Monogamie nicht im Menschen angelegt und gefährlich für eine Paarbeziehung.
Es gibt aber auch rein literarisch-psychologische Begründungsstränge, wobei die Dreiecksbeziehung seit Mitte des 20. Jahrhunderts literarisch unter „Liebe zu dritt“ behandelt wurde, ohne dass vor dem Hintergrund damaliger strafrechtlicher Einschränkungen die sexuelle Komponente offen geschildert wurde.

## Filme
- Malen oder Lieben (Originaltitel: Peindre ou faire l’amour). französische Filmkomödie, 2005. Regie: Arnaud Larrieu, Jean-Marie Larrieu
- Swingers – Ein unmoralisches Wochenende. niederländischer Spielfilm, 2002. Regie: Stephan Brenninkmeijer
- Swinging with the Finkels. Romantikkomödie USA 2010, Regie: Jonathan Newman
- Seitensprung mit Freunden. Spielfilm Deutschland 2016, Regie: Markus Herling
- Swinger – Verlangen, Lust, Leidenschaft. Spielfilm Großbritannien 2016, Regie: Colin Kennedy